# Levidea lineata
Levidea lineata är en insektsart som beskrevs av Leonard D. Tuthill 1938. Levidea lineata ingår i släktet Levidea och familjen rundbladloppor. Inga underarter finns listade i Catalogue of Life.